# Mynor Escoe
Mynor Javier Escoe Miller (San José, 6 aprile 1991) è un calciatore costaricano, attaccante svincolato.

## Carriera

### Club

#### Gli inizi
Cresciuto nel Saprissa, a gennaio 2010 è passato in prestito al Brujas. Ha esordito nella Primera División in data 17 febbraio, subentrando a Randy Cubero nella sconfitta per 1-0 maturata proprio contro il Saprissa. Ha giocato due partite in squadra, in questa porzione di stagione.
Nell'estate 2010 è passato ai francesi del Lorient con la medesima formula. Ha giocato però soltanto con la squadra riserve, militante nello Championnat de France amateur. Ha esordito il 4 settembre, sostituendo Mathias Autret in occasione della sconfitta per 5-3 sul campo del Rennes 2. Il 22 aprile 2011 ha segnato la prima rete, nella sconfitta per 3-2 in casa del Romorantin. È stata l'unica rete nelle sue 16 presenze in squadra.

#### Saprissa
Terminato il prestito al Lorient 2, Escoe ha fatto ritorno al Saprissa. Ha disputato la prima partita con questa maglia in data 6 novembre 2011, schierato titolare nel pareggio per 3-3 in casa del Puntarenas. Il 12 febbraio 2012 ha segnato la prima rete nella massima divisione costaricana, nella vittoria esterna per 1-2 sull'Alajuelense. Ha totalizzato 8 marcature in 20 partite di campionato.

#### Charleroi
Nell'estate 2012, Escoe è stato ceduto ai belgi dello Charleroi con la formula del prestito. Ha esordito nella Pro League in data 11 agosto, schierato titolare nella vittoria per 0-1 in casa del Kortrijk. Il 26 settembre ha segnato l'unica rete in squadra, con cui ha contribuito alla vittoria per 2-4 sul campo del Deinze, sfida valida per i sedicesimi di finale della Coppa del Belgio. In questa stagione, ha disputato 14 partite tra campionato e coppa, con un gol all'attivo.

#### Il ritorno al Saprissa
Tornato ancora al Saprissa per fine prestito, il 25 febbraio 2015 ha avuto l'opportunità di esordire nella CONCACAF Champions League: è subentrato infatti a Sebastián Diana nella sconfitta per 0-3 contro l'América. È rimasto al Saprissa per poco più di tre anni, totalizzando altre 63 presenze e 15 reti in massima divisione.

#### Stabæk
A luglio 2016, Escoe è approdato in Norvegia per sostenere un provino con il Brann, nell'ottica di un possibile trasferimento. Il giocatore si è allenato col resto della squadra per qualche giorno, con il club che in data 1º agosto ha manifestato ufficialmente la volontà di non tesserarlo.
Il 18 agosto successivo, lo Stabæk ne ha ufficializzato l'ingaggio sul proprio sito ufficiale, in prestito fino al termine del campionato 2016.

### Nazionale
Tra il 2010 e il 2011, Escoe ha giocato nella Costa Rica Under-20, con cui ha preso parte al campionato nordamericano e al mondiale di categoria.

## Statistiche

### Presenze e reti nei club
Statistiche aggiornate al 18 febbraio 2018.
| Stagione        | Club            | Campionato      | Campionato | Campionato | Coppe nazionali | Coppe nazionali | Coppe nazionali | Coppe continentali | Coppe continentali | Coppe continentali | Supercoppe | Supercoppe | Supercoppe | Totale | Totale |
| Stagione        | Club            | Comp            | Pres       | Reti       | Comp            | Pres            | Reti            | Comp               | Pres               | Reti               | Comp       | Pres       | Reti       | Pres   | Reti   |
| --------------- | --------------- | --------------- | ---------- | ---------- | --------------- | --------------- | --------------- | ------------------ | ------------------ | ------------------ | ---------- | ---------- | ---------- | ------ | ------ |
| gen.-giu. 2010  | Brujas          | PD              | 2          | 0          | -               | -               | -               | -                  | -                  | -                  | -          | -          | -          | 2      | 0      |
| 2010-2011       | Lorient 2       | CFA             | 16         | 1          | -               | -               | -               | -                  | -                  | -                  | -          | -          | -          | 16     | 1      |
| 2011-2012       | Saprissa        | PD              | 20         | 8          | -               | -               | -               | -                  | -                  | -                  | -          | -          | -          | 20     | 8      |
| 2012-2013       | Charleroi       | D1              | 12         | 0          | CB              | 2               | 1               | -                  | -                  | -                  | -          | -          | -          | 14     | 1      |
| 2013-2014       | Saprissa        | PD              | 11         | 5          | -               | -               | -               | -                  | -                  | -                  | -          | -          | -          | 11     | 5      |
| 2014-2015       | Saprissa        | PD              | 23         | 4          | -               | -               | -               | CCL                | 2                  | 0                  | -          | -          | -          | 25     | 4      |
| 2015-2016       | Saprissa        | PD              | 29         | 6          | -               | -               | -               | CCL                | 3                  | 1                  | -          | -          | -          | 32     | 7      |
| lug.-ago. 2016  | Saprissa        | PD              | 0          | 0          | -               | -               | -               | CCL                | 0                  | 0                  | -          | -          | -          | 32     | 7      |
| Totale Saprissa | Totale Saprissa | Totale Saprissa | 83         | 23         |                 | -               | -               |                    | 5                  | 1                  |            | -          | -          | 88     | 24     |
| ago.-dic. 2016  | Stabæk          | ES              | 6          | 0          | CN              | -               | -               | UEL                | -                  | -                  | -          | -          | -          | 6      | 0      |
| gen.-giu. 2017  | Saprissa        | PD              | 5          | 0          | -               | -               | -               | -                  | -                  | -                  | -          | -          | -          | 5      | 0      |
| ago.-dic. 2017  | UTC Cajamarca   | PD              | 9          | 2          | -               | -               | -               | -                  | -                  | -                  | -          | -          | -          | 9      | 2      |
| gen.-giu. 2018  | Tampico Madero  | PDA             | 2          | 0          | CM              | 0               | 0               | -                  | -                  | -                  | -          | -          | -          | 2      | 0      |
| Totale          | Totale          | Totale          | 140        | 26         |                 | 2               | 1               |                    | 5                  | 1                  |            | -          | -          | 147    | 28     |

## Palmarès

### Club

#### Competizioni nazionali
- Campionato costaricano: 2

Saprissa: Verano JPS 2014, Invierno JPS 2014

### Nazionale
- Campionato nordamericano di calcio Under-20: 1

2009